# بنای یادبود فاجعه بیستم ژانویه

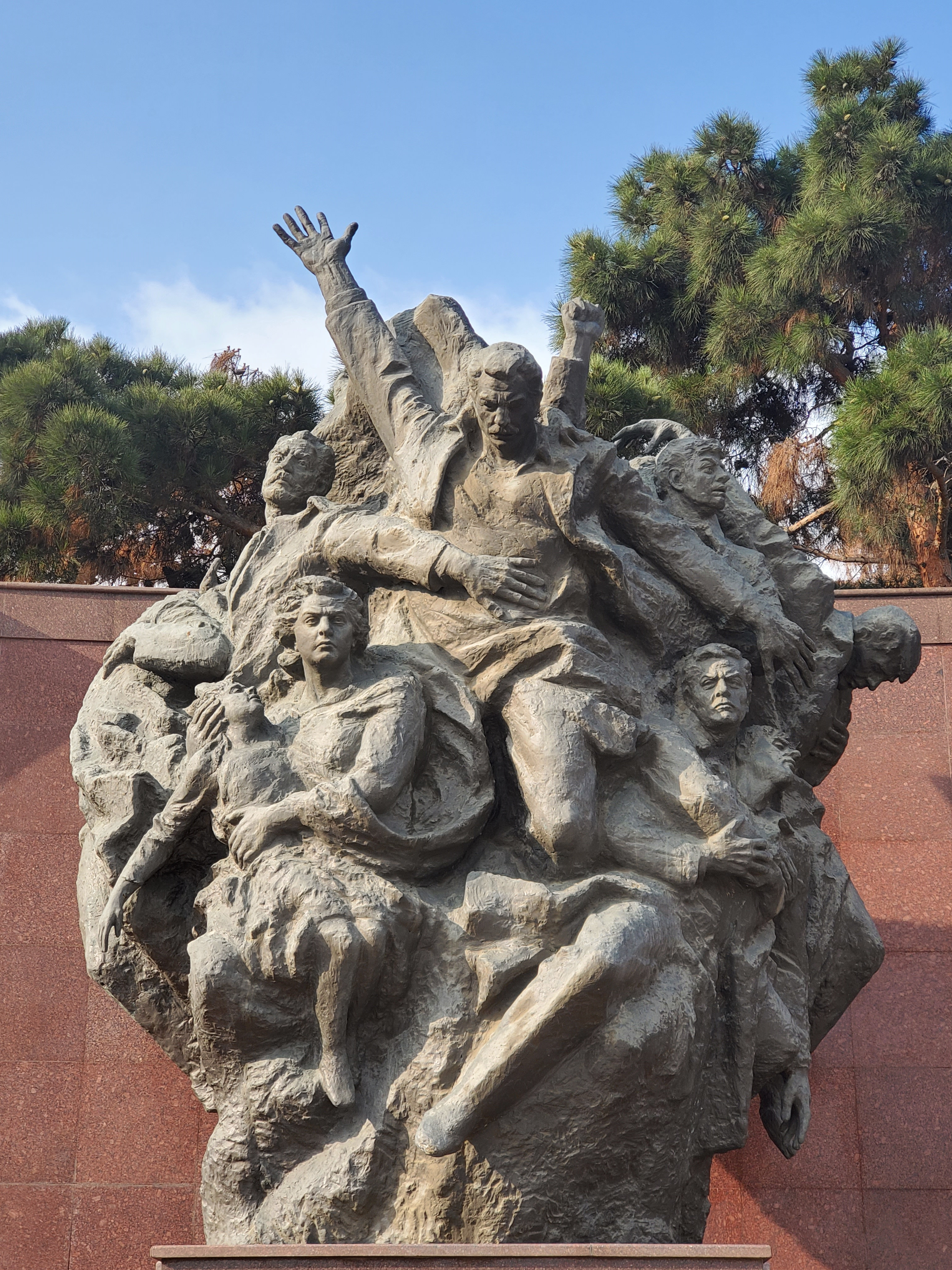
بنای یادبود شهدای ۲۰ ژانویه

بنای یادبود بیستم ژانویه (به ترکی آذربایجانی: 20 Yanvar abidə-kompleksi) یک بنای یادبود برای قربانیان واقعه بیستم ژانویه می‌باشد.

## دربارهٔ بنای یادبود
این بنای یادبود برای گرامیداشت روح شهدای واقعه ۲۰ ژانویه سال ۱۹۹۰ در قرابت میدان «۲۰ ژانویه» در حومه «یاسامال» شهر باکو، پایتخت جمهوری آذربایجان قرار گرفته‌است. کارهای ساخت و ساز برای بنای یادواره در سال ۲۰۰۹ آغاز شد. مراسم پرده برداری از یادواره، با مشارکت الهام علی اف، رئیس‌جمهوری آذربایجان ۲۰ ژانویه سال ۲۰۱۰ صورت گرفت.
مساحت کل مجتمع یادبود ۱۵۰۰ متر مربع است. این بنای یادبود از اِلمان‌های گوناگونی تشکیل شده‌است که عبارتند از: یک دیوار در پشت و مجسمه ای عظیم‌الجثه ای که ارتفاعش به همراه شالوده ۸ متر می‌باشد.
مؤلفان مجسمه بنای یادبود دو مجسمه‌ساز آذربایجانی به نام‌های «جوانشیر داداشف» و «آزاد علی‌اف» و معمارش «عدالت محمدف» هستند. روی مجسمه نام و نام خانوادگی ۱۴۷ قربانی حادثه و جمله‌ای از حیدر علی‌اف، رئیس‌جمهور مرحوم این کشور مبنی بر اینکه «۲۰ ژانویه سال ۱۹۹۰ نه‌تنها به‌عنوان یکی از فجیع‌ترین روزها، بلکه به‌عنوان صفحه‌ای شجاعت، وارد تاریخ جمهوری آذربایجان گردیده‌است» با حروف طلایی حکاکی شده‌اند.